# كوكو ميلر
كوكو ميلر (بالإنجليزية: Coco Miller)‏ مواليد 6 سبتمبر 1978 في روشستر، هي لاعبة كرة سلة أمريكية تم اختيارها من قبل فريق واشنطن ميستيكس خلال الدرافت.

## المسيرة الاحترافية
لعبت مع واشنطن ميستيكس من سنة 2001 إلى 2008، ثم لعبت مع أتلانتا دريم من سنة 2009 إلى 2011، ثم لعبت مع لوس أنجلوس سباركس في سنة 2012.

## روابط خارجية
- كوكو ميلر على موقع الاتحاد الوطني لكرة السلة النسائية (الإنجليزية)
- كوكو ميلر على موقع كرة السلة الأوروبية.كوم (الإنجليزية)
- كوكو ميلر على موقع كلية كرة السلة في سبورتس رفرنس.كوم (الإنجليزية)
- كوكو ميلر على موقع بروبوليرز (الإنجليزية)
- كوكو ميلر على موقع سبورتس رفرنس (الإنجليزية)